# Министерство природных ресурсов и лесного хозяйства Онтарио
Министерство природных ресурсов и лесного хозяйства является министерством канадской провинции Онтарио, которое отвечает за парки, леса, дикую природу, рыболовство, полезные ископаемые и водные ресурсы, которые составляют 87 процентов от всей площади провинции. Его офисы разделены на северо-западный, северо-восточный и южный регионы Онтарио с главным офисом в Питерборо, Онтарио.

## История
Первым правительственным учреждением, ответственным за управление земельными угодьями в современном Онтарио, было Управление генерального геодезиста Северного округа Северной Америки, созданное в 1763 году и первоначально возглавляемое Самуэлем Холландом. Сначала Холланд был Генеральным геодезистом Квебека, но предложил взять на себя большую ответственность без увеличения заработной платы и сменить должность. В 1791 году в соответствии с Конституционным законом были созданы Верхняя и Нижняя Канады. Холланд продолжал выполнять функции генерального инспектора обеих сторон, но открыто выступал за то, чтобы они были отдельными постами.:14
В 1792 году лейтенант-губернатор Джон Грейвс Симко назначил Дэвида Уильяма Смита исполняющим обязанности Генерального геодезиста Верхней Канады (вопреки советам Холланда назначить Уильяма Чьюетта в качестве его замены). Дэвид Смит был официально назначен на должность в 1798 году и занимал этот пост до своей отставки в 1804 году.:14  Ранее проигнорированные Чеветт и Томас Ридоут были назначены совместно на временную должность. В 1805 году Чарльз Бертон Уайетт был назначен на должность Генерального геодезиста Верхней Канады (вместе с Жозефом Бушеттом), но был отстранен от работы в 1807 году. Ридоут назначен в 1807 году и занимал её до 1829 года. :15
Управление комиссара королевских земель Верхней Канады было создано в 1827 году. Однако к 1840-м году был создан департамент королевских земель, которым руководил комиссар, а к 1860 году он был переименован в Департамент королевских земель. Главной обязанностью департамента была продажа государственных земель и управление ими, а также предоставление земли поселенцам.  В период с 1827 по 1867 года обязанности департамента расширились и теперь включают обязанности Генерального инспектора (в 1845 году), а также Генерального директора по лесам и лесам (в 1852 году).  К 1867 году Департамент отвечал за шахты, рыболовство, боеприпасы, дороги для колонизации и дела Индии.
В 1867 году Департамент королевских земель провинции Канады был заменен Департаментом королевских земель Онтарио.  Однако индийские дела и рыболовство были переданы федеральному правительству в 1867 году.  В 1900 году департамент также приобрел ответственность за иммиграцию и колонизацию.
В 1905 году был принят закон, который переименовал комиссара королевских земель в министра земель и шахт. С этим изменением отдел был переименован в Департамент земель и шахт . В это время обязанности по лесному хозяйству были переданы Министерству сельского хозяйства. В 1906 году кафедра была переименована в Департамент земель, лесов и шахт , возобновив ответственность за лесное хозяйство.  Он также возобновил обязанности по иммиграции и колонизации между 1916 и 1920 годами.
В 1920 году департамент был переименован в Департамент земель и лесов, когда был создан отдельный Департамент шахт.  Обязанности по иммиграции и колонизации также были переданы Министерству сельского хозяйства.
Департамент просуществовал до 1972 года, когда он объединился с Департаментом горнодобывающей промышленности и делам северных районов в Министерство природных ресурсов .  Министерство отвечало за северные дела до 1977 года, а за шахты до 1985 года.  В период с 1995 по 1997 год он снова был объединен с шахтами, чтобы сформировать единое Министерство природных ресурсов Северного развития и шахт .
В 2014 году министерство было переименовано в Министерство природных ресурсов и лесного хозяйства, но обязанности не изменились.

### Список министров (до 1905)
| Имя                                                           | Дата вступления на должность |
| ------------------------------------------------------------- | ---------------------------- |
| Stephen Richards                                              | 16 июля 1867                 |
| Matthew Crooks Cameron                                        | 25 июля 1871                 |
| Richard William Scott                                         | 21 декабря 1871              |
| Richard William Scott                                         | 4 декабря 1873               |
| Timothy Blair Pardee                                          | 4 декабря 1873               |
| Arthur Sturgis Hardy                                          | 18 января 1889               |
| John Morison Gibson                                           | 21 июля 1896                 |
| Elihu Davis                                                   | 21 октября 1899              |
| Alexander Grant MacKay                                        | 22 ноября 1904               |
| James Joseph Foy                                              | 8 февраля 1905               |
| Minister of Lands and Mines                                   |                              |
| Francis Cochrane                                              | 30 мая 1905                  |
| Minister of Lands, Forests and Mines                          |                              |
| Francis Cochrane                                              | 27 апреля 1906               |
| William Howard Hearst                                         | 12 октября 1911              |
| William Howard Hearst                                         | 22 декабря 1914              |
| Howard Ferguson                                               | 22 декабря 1914              |
| Minister of Lands and Forests                                 |                              |
| Beniah Bowman                                                 | 14 ноября 1919               |
| James W. Lyons                                                | 16 июля 1923                 |
| Howard Ferguson                                               | 2 марта 1926                 |
| William Finlayson                                             | 18 октября 1926              |
| William Finlayson                                             | 10 июля 1934                 |
| Peter Heenan                                                  | 10 июля 1934                 |
| Norman Otto Hipel                                             | 27 мая 1941                  |
| Norman Otto Hipel                                             | 18 мая 1943                  |
| Norman Otto Hipel                                             | 17 августа 1943              |
| Wesley Gardiner Thompson                                      | 17 августа 1943              |
| Harold Robinson Scott                                         | 28 ноября 1946               |
| Harold Robinson Scott                                         | 4 мая 1949                   |
| Harold Robinson Scott                                         | 3 июня 1952                  |
| Welland Gemmell                                               | 3 июня 1952                  |
| Clare Mapledoram                                              | 7 июля 1954                  |
| Wilf Spooner                                                  | 23 июля 1958                 |
| Wilf Spooner                                                  | 25 октября 1962              |
| Kelso Roberts                                                 | 25 октября 1962              |
| René Brunelle                                                 | 24 ноября 1966               |
| René Brunelle                                                 | 2 февраля 1972               |
| Leo Bernier                                                   | 2 февраля 1972               |
| Minister of Natural Resources                                 |                              |
| Leo Bernier                                                   | 7 апреля 1972                |
| Frank Miller                                                  | 3 февраля 1977               |
| James Auld                                                    | 18 августа 1978              |
| Alan Pope                                                     | 10 апреля 1981               |
| Mike Harris                                                   | 8 февраля 1985               |
| Vince Kerrio                                                  | 26 июня 1985                 |
| Lyn McLeod                                                    | 2 августа 1989               |
| Bud Wildman                                                   | 1 октября 1990               |
| Howard Hampton                                                | 3 февраля 1993               |
| Minister of Natural Resources, Northern Development and Mines |                              |
| Chris Hodgson                                                 | 26 июня 1995                 |
| Minister of Natural Resources                                 |                              |
| John Snobelen                                                 | 10 октября 1997              |
| Jerry Ouellette                                               | 15 апреля 2002               |
| David Ramsay                                                  | 23 октября 2003              |
| Donna Cansfield                                               | 30 октября 2007              |
| Linda Jeffrey                                                 | 18 января 2010               |
| Michael Gravelle                                              | 20 октября 2011              |
| David Orazietti                                               | 11 февраля 2013              |
| Minister of Natural Resources and Forestry                    |                              |
| Bill Mauro                                                    | 24 июня 2014                 |
| Kathryn McGarry                                               | 13 июня 2016                 |
| Nathalie Des Rosiers                                          | 17 января 2018               |
| Jeff Yurek                                                    | 29 июня 2018                 |
| John Yakabuski                                                | 5 ноября 2018                |

## Организация
Министерство природных ресурсов и лесного хозяйства состоит из подразделений; внутри каждого подразделения есть филиалы/регионы, секции и подразделения.
Разделы

- Отдел региональных операций
- Отдел провинциальных услуг
- Отдел политики
- Отдел корпоративного управления и информации

## Обязанности
Министерство несет ответственность за:
Министерство также несет ответственность за управление Комиссара по горному делу и землепользованию и агентства Ниагарского откоса .

### Ontario Parks
Ontario Parks охраняет значительные природные и культурные ресурсы в системе парков и охраняемых территорий.

### Авиационная, лесная пожарная и аварийная службы
Министерство объединяет авиацию и аварийных службы и координирует услуги по обнаружению лесных пожаров, мониторингу, тушения и СМИ для Онтарио.   Также предоставляет авиационные услуги правительству Онтарио и руководит планированием действий в чрезвычайных ситуациях и реагированием на такие стихийные бедствия как: лесные пожары, наводнения, эрозия, разрушение плотин, неустойчивые почвы и коренные породы, засухи и нефтегазовые аварии.

Вступление министерства в сферу авиации началось с найма Laurentide Air Services для проведения пожарного патрулирования, однако вскоре правительство осознало, что оно может сэкономить деньги, выполнив саму операцию, и сформировало Провинциальное воздушное сообщение Онтарио (ПВСО) в феврале 1924г. с тринадцатью старыми самолётами Curtiss HS-2L.   ПВСО было первым, кто использовал самолеты для обнаружения и тушения лесных пожаров.  Первоначально это включало в себя передачу предупреждений о пожарах в существующие пожарные патрули, которые должны добраться до очага вручную, но вскоре они начали высадку пожарных с ручным водяным насосом возле очага возгорания. В рамках этой программы ПВСО полностью восстановила поврежденные самолеты, прежде чем они приступили к строительству ряда самолетов по лицензии для удовлетворения своих требований, а затем внесли значительный вклад в разработку Beaver de Havilland Canada DHC-2. и de Havilland Canada DHC-3 Otter и, наконец, были главными в изобретении водного бомбардировщика.  Первым пожарным самолётом был OPAS DHC Beaver с резервуаром, установленным на поплавке, предназначенным для быстрого сброса воды.   
Current AFFES Airfleet
- 9 Bombardier Canadair CL-415 - firefighting[16]
- 3 Bell 206 L-1 Long Ranger II[17]
- 1 Eurocopter 350-B2s[17]
- 2 Beechcraft King Air 300[17]
- 7 Eurocopter EC 130 B4[17]
- 6 de Havilland Canada DHC-6 Twin Otters - firefighting[17]
- 5 de Havilland Canada DHC-2 Mk III Turbo Beavers - firefighting[17]

Retired
- 4 Buhl CA-6 Air Sedans
- 2 Canadian Vickers Vedette Flying Boats
- 14 Curtiss HS-2L Flying Boats
- de Havilland Canada DHC-2 Beaver
- de Havilland Canada DHC-3 Otter
- de Havilland Dove Twin Engine Monoplane
- de Havilland Fox Moth Cabin Biplane
- 2 de Havilland Giant Moth Cabin Biplane
- 17 de Havilland Moth (includes DH.60G Gypsy Moth, DH.60M Moth & DH.60X Moth)
- 4 Fairchild 71 cabin monoplanes
- Fairchild KR-34 (Open cockpit biplane permanently assigned to the Superintendent)
- Grumman CS2F-1 Tracker - firefighting
- 4 Hamilton Metalplane cabin monoplanes
- 1 MBB/Kawasaki BK 117 twin engine helicopter
- 10+ Stinson Reliant Cabin monoplane
- Waco ZQC-6 Cabin Biplane

#### Галерея изображений

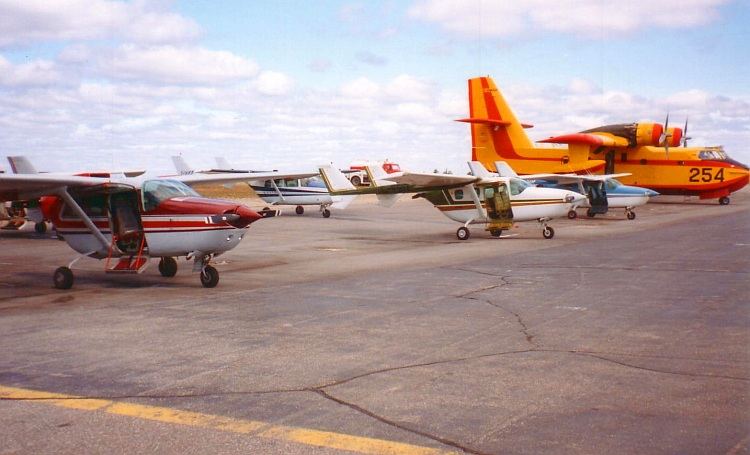
Воздушный танкер MNR Canadair CL-215 и контрактный самолет Cessna 337 для обнаружения пожара в Драйдене, Онтарио, 1995 год
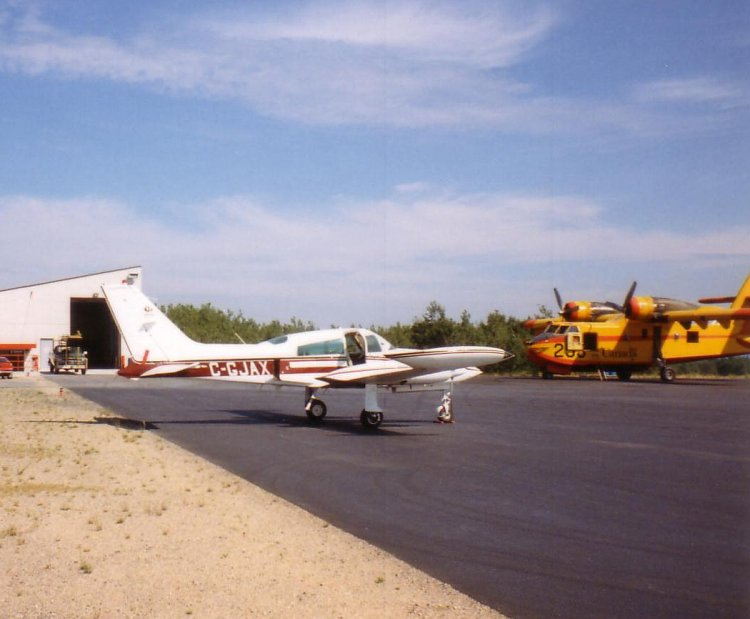
Самолеты MNR CL-215 и Cessna 310 в Кеноре , Онтарио, 1995 год
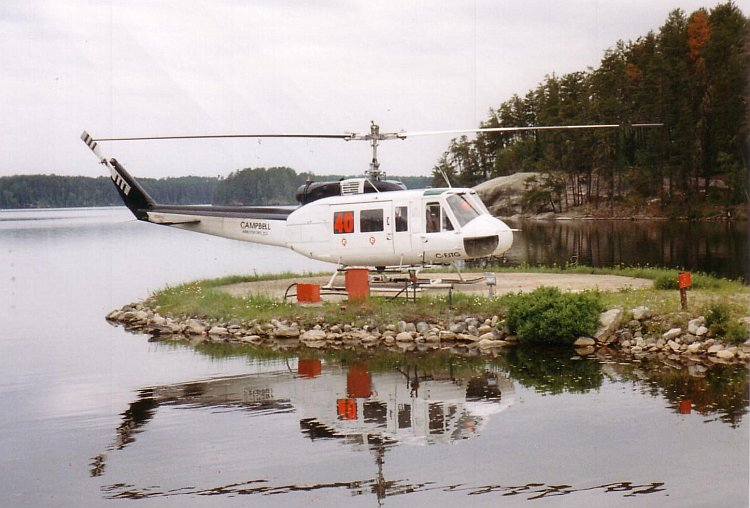
Контрактный Bell 205А-1 на противопожарной службе в Министерстве природных ресурсов, припаркованный на нижней вертолетной площадке МПР на озере Ним, О.Н., 1996 г.
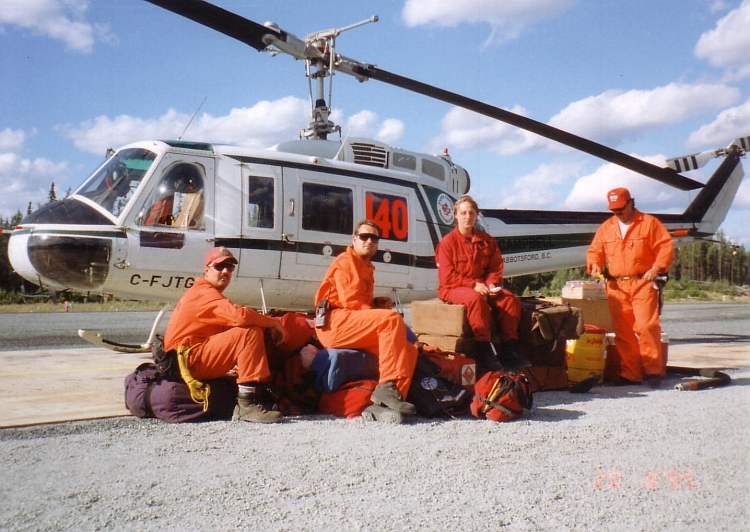
Контракт Bell 205A-1 с его вертолетной пожарной командой MNR в Sioux Lookout, Онтарио , 1995
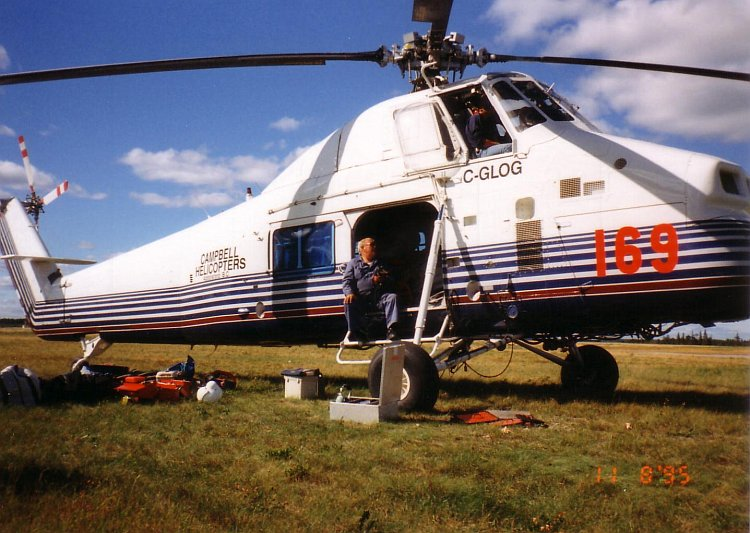
MNR каждый год заключает контракты на различные корабли для борьбы с огнем, такие как этот S-58T, готовый к развертыванию, Драйден, Онтарио , 1995
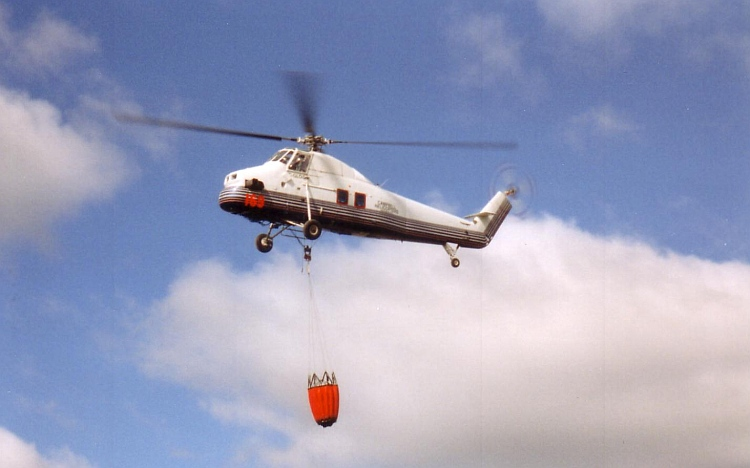
Контрактный пожарный самолет за работой: S-58T с водяным ведром Бэмби, недалеко от Драйдена, Онтарио , 1995
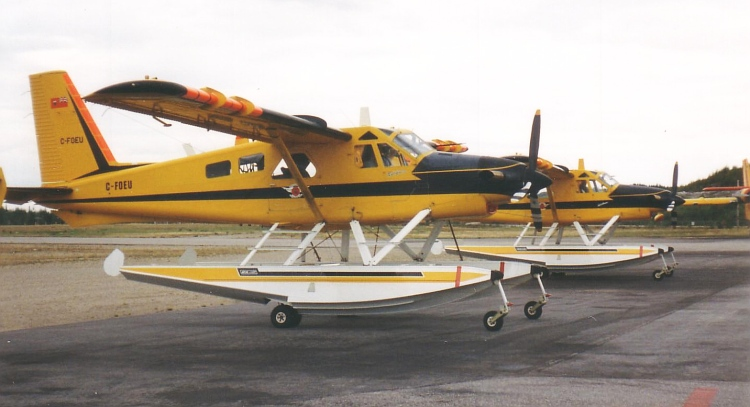
Министерство Природных Ресурсов Онтарио deHavilland DHC 2 Mk 3 Turbo Beavers на поплавках амфибии в Драйдене, Онтарио в 1995г.
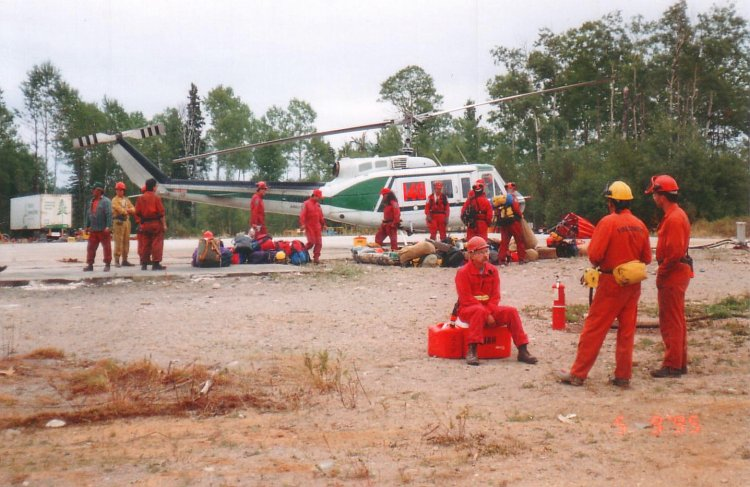
Bell 205A-1 и пожарные в 1995 году
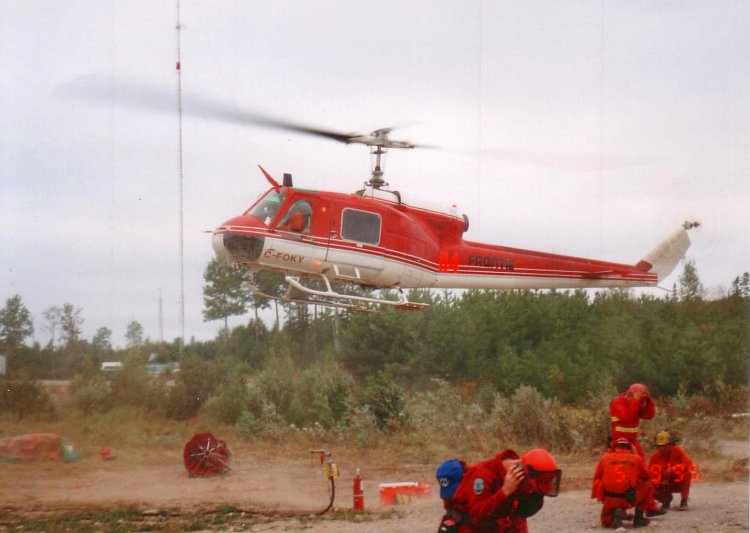
Пожарные готовятся к развертыванию прибывающего по контракту Bell 204B в 1995 году.